# Sacha Gordine
Pour les articles homonymes, voir Gordine.
Sacha Gordine prince Sacha Alexandre Gordine Gregorieff[réf. nécessaire] (né le 27 février 1910 à Saint-Pétersbourg et mort le 8 juin 1968 à Neuilly-sur-Seine) est un producteur français de cinéma d'origine russe.

## Biographie
Sacha Gordine immigre en France en 1917 pendant la révolution russe, descendant d'une vieille famille aristocratique remontant au IXe siècle (Ivan IV de Russie le Terrible)[réf. nécessaire]. Personnage festif, charmeur et haut en couleur, il a à son actif une vingtaine de longs métrages et a travaillé avec des réalisateurs comme Marcel Camus, Max Ophüls, Jean Schmidt, Yves Allégret ou Marcel Carné.
Il a produit certains films qui n'ont pas rencontré le public, mais aussi de grands films interprétés par Jean Gabin, Yves Montand, Simone Signoret, Yvonne Printemps, Edwige Feuillère, Gérard Philipe, Bernard Blier, Marcel Dalio, Pierre Fresnay, Danielle Darrieux, Catherine Rouvel...
Orfeu Negro de Marcel Camus, qu'il a produit, a reçu la Palme d'or au Festival de Cannes 1959 ainsi qu'un Oscar à Hollywood et différentes récompenses internationales.
Il monte en 1952 sa propre écurie de course automobile, l'écurie Sacha de Formule 2, avec l'intention d'aller en Formule 1, et crée la « Société des Automobiles Gordine » (SAG). Des problèmes financiers font avorter le projet.
Il a été marié à Régine Storez, première femme pilote automobile à avoir été payée pour courir. Il a eu un fils en 1954 prénommé lui aussi Sacha.

## Filmographie
- 1944 : L'aventure est au coin de la rue de Jacques Daniel-Norman
- 1945 : Jéricho
- 1946 : L'Idiot
- 1948 : Dédée d'Anvers d'Yves Allégret
- 1949 : Un homme marche dans la ville de Marcello Pagliero
- 1949 : Barry
- 1950 : La Marie du port
- 1950 : La Ronde
- 1950 : Le Traqué de Borys Lewin, version en français
- 1950 : Gunman in the Streets (Traqué) de Frank Tuttle, version en anglais[5]
- 1951 : Les miracles n'ont lieu qu'une fois
- 1951 : Juliette ou la Clé des songes
- 1956 : La Polka des menottes
- 1958 : Premier mai
- 1959 : Orfeu Negro
- 1962 : Kriss Romani de Jean Schmidt
- 1963 : Le Tout pour le tout